# ادبیات پست‌مدرن
ادبیات پست‌مدرن ادبیاتی است که مشخصه آن تکیهٔ شدید بر روش‌هایی مانند ازهم‌گسیختگی، تناقض، و روایت‌های سؤال‌برانگیز است. این ادبیات (هر چند نه منحصراً) ولی اغلب به‌عنوان یک سبک یا روند تعریف شده است که در دوران پس از جنگ جهانی دوم پدید آمده است. آثار پست مدرن به عنوان یک واکنش در برابر تفکر روشنگری و رویکرد مدرنیستی در ادبیات مدرنیست به وجود آمده‌اند.
ادبیات پست‌مدرن، جزئی از پسانوگرایی است، و همانند این جنبش برای تعریف و طبقه‌بندی به عنوان یک «جنبش ادبی» تمایل به مقاومت دارد. در واقع، نقطهٔ همگرایی این ادبیات با مدل‌های گوناگون از نظریه انتقادی، به‌ویژه در روش‌های خواننده-پاسخ و ساختارزدایانه آن است.
از سبک‌های مطرح در ادبیات پست مدرن، فراداستان است.
در این شیوه نویسنده با الهام از تکنیک فاصله‌گذاری ساموئل بکت متن خود را به نگارش درمی‌آورد.
و نوعی خودآگاهی که مخالف نوشتن خودکار در مکتب سورئالیسم و همچنین جریان سیال ذهن است، بر متن حاکم است.
شعر پست‌مدرنیستی (در ایران مشهور به غزل پست‌مدرن) نیز زادهٔ ادبیات پسانوگراست، از بنیان‌گذاران آن می‌توان به رابرت کریلی و چارلز اولسون اشاره کرد که در اشعارشان شکست روایت، تصاویر اسکیزوفرنی، معناگریزی، بازی زبانی، اسطوره زدایی و پارودی از شاخصه‌های بارز آن است.
بنیان‌گذار شعر پسامدرنیستی در ایران، رضا براهنی است، که با انتشار خطاب به پروانه‌ها رسماً این سبک را در دهه هفتاد در شعر ایران پایه‌گذاری کرد. و بنیان‌گذار غزل پست مدرن، مهدی موسوی است.
ادبیات پست‌مدرن یک سبک خاص نیست، و به عنوان ادبیاتی که زادهٔ یک عصر یا به قول ژان فرانسوا لیوتار ،وضعیت پست مدرن است، دارای چندین مکتب ادبی است، از جمله مکتب یا جنبش بیت، مکتب سانفرانسیسکو، مکتب کوهستان سیاه، شعر پرفورمنس یا شعر اجرایی و مکتب شعر زبان.